# Kapel van de Langenheuvel

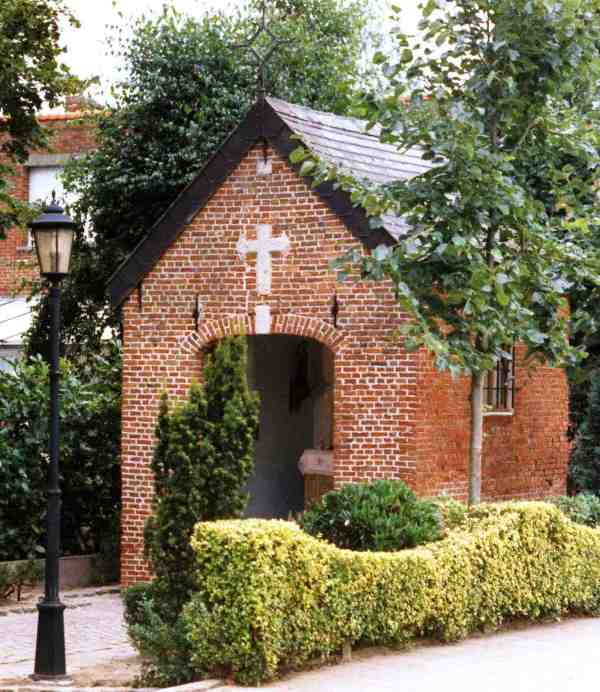
Kapel van de Langenheuvel

De Kapel van de Langenheuvel is een kapel in de tot de Antwerpse gemeente Grobbendonk behorende plaats Bouwel, gelegen aan Langenheuvel.

## Geschiedenis
Een voorloper van deze, aan Onze-Lieve-Vrouw gewijde, kapel, werd al in 1626 vermeld. Het was een bedevaartplaats voor lijders aan moeraskoorts. Tijdens de Franse tijd (einde 18e eeuw) werd deze kapel gesloopt. In 1817 werd een nieuwe, kleinere, kapel gebouwd.

## Gebouw
Het is een eenvoudig rechthoekig gebouw, uitgevoerd in baksteen. De voorgevel is een puntgevel en de deur is gevat in een korfboog.